# Martin Lowry
Martin Lowry (n. 26 octombrie 1874, Bradford⁠(d), West Yorkshire, Anglia, Regatul Unit al Marii Britanii și Irlandei – d. 2 noiembrie 1936, Cambridge, Anglia, Regatul Unit) a fost un chimist fizician englez care a dezvoltat teoria acido-bazică Brønsted-Lowry, în același timp și independent de Johannes Nicolaus Brønsted. A fost membru fondator și președinte (1928–1930) al Societății Faraday.